# Saint-Georges-des-Coteaux
Saint-Georges-des-Coteaux és un municipi francès situat al departament del Charente Marítim i a la regió de la Nova Aquitània. L'any 2007 tenia 2.481 habitants.

## Demografia

### Població
El 2007 la població de fet de Saint-Georges-des-Coteaux era de 2.481 persones. Hi havia 993 famílies de les quals 195 eren unipersonals (104 homes vivint sols i 91 dones vivint soles), 416 parelles sense fills, 321 parelles amb fills i 61 famílies monoparentals amb fills.
La població ha evolucionat segons el següent gràfic:
Habitants censats

### Habitatges
El 2007 hi havia 1.058 habitatges, 1.002 eren l'habitatge principal de la família, 21 eren segones residències i 36 estaven desocupats. 1.028 eren cases i 28 eren apartaments. Dels 1.002 habitatges principals, 793 estaven ocupats pels seus propietaris, 195 estaven llogats i ocupats pels llogaters i 14 estaven cedits a títol gratuït; 4 tenien una cambra, 34 en tenien dues, 92 en tenien tres, 316 en tenien quatre i 556 en tenien cinc o més. 847 habitatges disposaven pel capbaix d'una plaça de pàrquing. A 393 habitatges hi havia un automòbil i a 565 n'hi havia dos o més.

### Piràmide de població
La piràmide de població per edats i sexe el 2009 era:
| Homes | Edats   | Dones |
| ----- | ------- | ----- |
| 0     | 95 o +  | 0     |
| 8     | 90 a 94 | 4     |
| 8     | 85 a 89 | 12    |
| 12    | 80 a 84 | 20    |
| 20    | 75 a 79 | 32    |
| 40    | 70 a 74 | 44    |
| 64    | 65 a 69 | 64    |
| 44    | 60 a 64 | 48    |
| 76    | 55 a 59 | 72    |
| 56    | 50 a 54 | 76    |
| 108   | 45 a 49 | 104   |
| 96    | 40 a 44 | 84    |
| 52    | 35 a 39 | 84    |
| 56    | 30 a 34 | 60    |
| 76    | 25 a 29 | 40    |
| 40    | 20 a 24 | 32    |
| 88    | 15 a 19 | 68    |
| 72    | 10 a 14 | 60    |
| 52    | 5 a 9   | 100   |
| 32    | 0 a 4   | 28    |

## Economia
El 2007 la població en edat de treballar era de 1.591 persones, 1.160 eren actives i 431 eren inactives. De les 1.160 persones actives 1.072 estaven ocupades (551 homes i 521 dones) i 88 estaven aturades (34 homes i 54 dones). De les 431 persones inactives 202 estaven jubilades, 126 estaven estudiant i 103 estaven classificades com a «altres inactius».

### Ingressos
El 2009 a Saint-Georges-des-Coteaux hi havia 1.018 unitats fiscals que integraven 2.605 persones, la mediana anual d'ingressos fiscals per persona era de 18.940,5 €.

### Activitats econòmiques
Dels 175 establiments que hi havia el 2007, 1 era d'una empresa extractiva, 4 d'empreses alimentàries, 2 d'empreses de fabricació de material elèctric, 7 d'empreses de fabricació d'altres productes industrials, 35 d'empreses de construcció, 62 d'empreses de comerç i reparació d'automòbils, 8 d'empreses de transport, 4 d'empreses d'hostatgeria i restauració, 2 d'empreses d'informació i comunicació, 5 d'empreses financeres, 7 d'empreses immobiliàries, 18 d'empreses de serveis, 9 d'entitats de l'administració pública i 11 d'empreses classificades com a «altres activitats de serveis».
Dels 37 establiments de servei als particulars que hi havia el 2009, 1 era una oficina de correu, 5 tallers de reparació d'automòbils i de material agrícola, 1 establiment de lloguer de cotxes, 5 paletes, 5 guixaires pintors, 6 fusteries, 1 lampisteria, 3 electricistes, 4 empreses de construcció, 1 perruqueria, 1 agència de treball temporal, 2 restaurants i 2 agències immobiliàries.
Dels 23 establiments comercials que hi havia el 2009, 4 eren grans superfícies de material de bricolatge, 1 una botiga de més de 120 m², 1 una botiga de menys de 120 m², 2 fleques, 1 una carnisseria, 1 una botiga de roba, 1 una botiga d'equipament de la llar, 1 una sabateria, 4 botigues de mobles, 1 una botiga de material esportiu, 1 una botiga de material de revestiment de parets i terra i 5 drogueries.
L'any 2000 a Saint-Georges-des-Coteaux hi havia 33 explotacions agrícoles que ocupaven un total de 1.692 hectàrees.

## Equipaments sanitaris i escolars
L'únic equipament sanitari que hi havia el 2009 era una farmàcia.
El 2009 hi havia 1 escola maternal i 1 escola elemental.

## Poblacions més properes
El següent diagrama mostra les poblacions més properes.